# Gymnidium
Gymnidium is een geslacht van rechtvleugeligen uit de familie Lentulidae. De wetenschappelijke naam van dit geslacht is voor het eerst geldig gepubliceerd in 1896 door Karsch.

## Soorten
Het geslacht Gymnidium omvat de volgende soorten:
- Gymnidium cuneatum Rehn, 1944
- Gymnidium turbinatum Karsch, 1896